# Chondodendron tomentosum
Espèce
Chondrodendron tomentosum est une espèce de plantes à fleurs dicotylédones originaire d'Amérique du Sud. C'est une liane, dont les Amérindiens tirent un poison paralysant, le curare.

## Description
Chondrodendron tomentosum est une plante grimpante ligneuse, dont les tiges peuvent atteindre 10 cm de diamètre à la base et 30 mètres de long, ce qui permet à la plante d'atteindre la canopée des forêts humides d'Amazonie.
Les feuilles alternes, grandes, et cordiformes, sont glabres à la face supérieure et tomenteuses à la face inférieure, couverte d'un duvet de minuscules poils blancs. Elles peuvent atteindre de 10 à 20 cm de long avec un pétiole de 5 à 15 cm de long.
Les fleurs, petites (de 1,5 à 3 mm de diamètre) sont groupées en grappes constituées de fleurs mâles et femelles séparées (plante monoïque).
Les fruits charnus, ovales, étroits à la base, mesurent de 1 à 2 mm de long,.

## Synonymes
Selon Catalogue of Life (25 décembre 2017) :
- Chondodendron hypoleucum Standl.
- Chondodendron scabrum Miers
- Chondodendron tamoides Miers
- Cocculus chondodendrum DC.
- Epibaterium tomentosum (Ruiz & Pav.) Persoon
- Menispermum chondrodendron Spreng.
- Menispermum tamoides Spreng.